# Noordelijke Yuan-dynastie
De Noordelijke Yuan-dynastie (Mongools ᠬᠦᠮᠠᠷᠳᠦ ᠥᠨ ᠥᠯᠥᠰ, Hanyu pinyin Beǐ Yuán , Traditioneel Chinees 北元,), 1370 - 1635, was de voortzetting van de keizerlijke lijn van de Mongoolse Yuan-dynastie (1279 - 1368) in China nadat de laatste daar was gevallen.

## Achtergrond
Na de val van de Yuan-dynastie in China en de vestiging van de Chinese Ming-dynastie keerden de meeste Mongolen terug naar hun oorspronkelijke leefgebieden. De dynastie werd voortgezet in de Noordelijke Yuan-dynastie. Het recht om de titel keizer (khagan) van die dynastie te dragen was formeel alleen voorbehouden aan nazaten van Dzjengis Khan in de mannelijke lijn. Die waren alleen te vinden in de stamfederaties van de oostelijke Mongolen. Bij de stamhoofden van de Oirat-Mongolen, een westelijke stamfederatie, was die afstamming afwezig.
De belangrijkste constante factor in de geschiedenis van de Mongoolse stammen na de val van de Yuan-dynastie was hun vrijwel permanente onderlinge strijd. De traditionele lijst van keizers van de Noordelijke Yuan-dynastie heeft 24 namen. Historici gaan ervan uit, dat ook de meest zorgvuldig samengestelde lijst van khagans van de Noordelijke Yuan- dynastie -strikt historisch gezien - niet helemaal juist zal zijn. Dat geldt ten aanzien van een aantal van hen ten aanzien van de jaartallen van hun leven en/of regeerperiode. Het is ook niet geheel uitgesloten dat één en dezelfde persoon onder twee verschillende keizerlijke namen voorkomt. Dat geldt dan met name voor de periode van eind 14e en begin 15e eeuw.
De Mongoolse historicus en generaal Lomi schreef tussen 1732 en 1735 de  Geschiedenis van de Borjigin-clan; in wezen de geschiedenis van de familie vanaf Dzjengis Khan tot en met Ligdan Khan. Hij schreef in dit werk al over de vele familieregisters van eind 14e en begin 15e eeuw , die door de vele onderlinge oorlogen verloren waren gegaan. Hij stelde al vast dat het niet meer mogelijk was een volledig betrouwbare lijst te produceren.
De oostelijke stamfederaties,zoals de Chahar-Mongolen en de Khalkha-Mongolen bewoonden globaal het gebied dat nu bestaat uit de Chinese provincie Binnen-Mongolië en de republiek Mongolië. De westelijke federaties, zoals de Oirat-Mongolen vestigden zich globaal in het gebied ten westen van de Altaj en ten noorden van het Tianshan-gebergte.
In de 16e en 17e eeuw werd het gebied daartussen bewoond door een aan de Khalkha's verwant stam, de Altyn Khan

## Belangrijkste keizers van de dynastie
Uskhal Khan (r. 1378–1388) was de tweede khagan van deze dynastie en een broer van de eerste Biligtü Khan ( r.1370-1378. Beide waren zonen van de laatste keizer van de Yuan-dynastie in China, Toghun Temür ( 1320-1370 ). Ushkal Khan was in wezen de laatste keizer van de dynastie tot aan de periode van Dayan Khan ( 1478-1527?) met een bij de Mongolen onomstreden gezag.
Na de dood van Ushkal Khan werden de westelijke Oirat-Mongolen de dominante machtsfactor. Hun belangrijkste leider Esen tajsj (gestorven 1455) wist een omvangrijk Chinees leger te vernietigen en de Chinese keizer Zhengtong (1427-1464) gevangen te nemen. Het door hem gecreëerde rijk reikte rond 1443 van het noorden van Korea in het oosten tot aan de rivier de Irtysj in het westen.
In 1451 bereikte Esen het hoogtepunt van zijn macht als hij de keizer van de Noordelijke Yuan-dynastie Tayisung Khan Toghtoa Bukha ( 1416-1452) verslaat. De laatste werd in 1452 vermoord. In 1453 liet hij zich uitroepen tot khagan van de dynastie en had het voornemen die titel al over te dragen aan zijn zoon Amasanj. Voor een grote meerderheid van de Mongolen was het echter onaanvaardbaar dat er een nieuwe dynastie gesticht zou kunnen worden, die zijn afstamming niet kon terugvoeren op dat van Dzjengis Khan. Dat leidde uiteindelijk tot een opstand van een aantal van zijn generaals en tot de moord op Esen in 1455. Na zijn dood werden de lijn van keizers verder weer voortgezet in alleen nazaten van Dzjengis Khan.
Aan het eind van de 15e eeuw verschoven de machtsverhoudingen weer. De dominantie van de Oirat-Mongolen verdwijnt en er was sprake van een opleving van de macht bij de oostelijke federaties. Het was Dayan Khan, die de westelijke Mongolen een aantal zware nederlagen toebracht en de oostelijke Mongolen opnieuw onder één vorm van gezag weet te verenigen.
Bij alle heersers van de Noordelijke Yuan-dynastie die een groter rijk hadden gecreëerd viel dat na hun overlijden weer uiteen. Dat gebeurde ook met het rijk van Dayan Khan. Het verschil echter met andere heersers was, dat dit bij zijn overlijden op - relatief- vreedzame wijze geschiedde. Er ontstond deze keer geen machtsstrijd.
Negen van de elf zonen van Dayan Khan waren bij zijn overlijden nog in leven. Dayan Khan verdeelde zijn rijk in apanages onder zijn zonen. Daarbij ontstonden een zogenaamde linker- en rechtervleugel bij de stammen van de oostelijke Mongolen. In het Mongools heeft "links" ook de betekenis van "het oosten" en "rechts" van "het westen". Een soortgelijk onderscheid is ook aanwezig ten aanzien van de stammen van de westelijke Mongolen, die ook een linker- en rechtervleugel hadden. Tot de linkervleugel van de oostelijke Mongolen behoorden stammen als de Khalkha-Mongolen en de Chahar-Mongolen; tot de rechtervleugel stammen als de Tümed en de Kharchin. Vanaf de tweede helft van de zestiende eeuw worden die stammen ook als aparte politieke entiteiten herkenbaar.

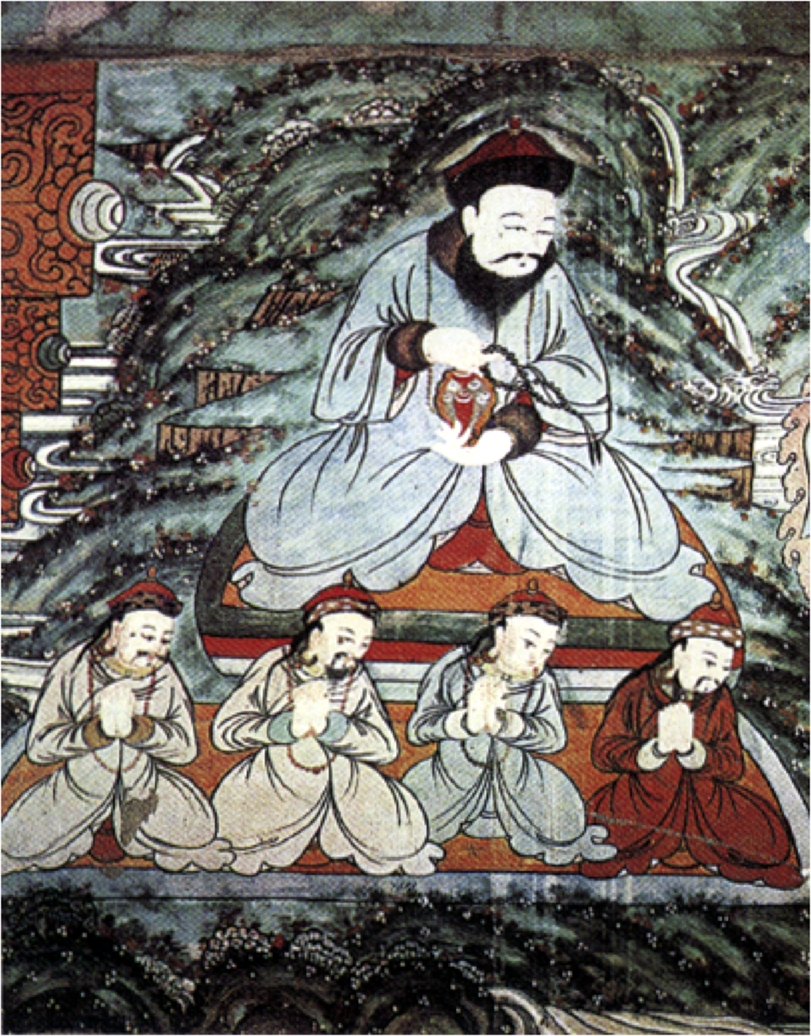
Altan Khan in een boeddhistisch icoon

Na de dood van Dayan Khan werd de positie van de keizer (khagan) van de Noordelijke Yuan-dynastie steeds zwakker. Feitelijk werd daarbij het gebied van de Chahar-Mongolen, het grootste deel van de huidige Chinese provincie Binnen-Mongolië, het persoonlijke apanage van de keizer en het enige gebied waar hij daadwerkelijke macht kon uitoefenen. De leiders van de andere apanages fungeerden in de praktijk als de facto gelijken van de keizers. De keizer werd dan ook bekend onder de naam Keizer van de Chahar-Mongolen. In die periode gingen ook andere stamleiders ertoe over zich met de titel Khan te laten aanspreken, iets waar zij formeel geen recht toe hadden.
Altan Khan (1507-1582) de heerser van de Tümed, was een kleinzoon van Dayan Khan. De opvolging van Dayan Khan was echter via een broer van zijn vader verlopen en Altan Khan kon dus geen keizer worden. Hij wist echter het grootste deel van de oostelijke Mongolen onder zijn gezag te verenigen. Hij dwong zijn neef de keizer (khagan) Darayisung Gödeng Khan (1520-1557) om met het hele volk van de Chahar-Mongolen naar het oosten te vluchten. In 1551 kwam er een compromis tot stand. Altan Khan erkent het nominale gezag van Darayisung Gödeng Khan als khagan die hem de titel Geegen Khan, de Schitterende, gaf.
Het aan Altan Khan verloren gebied moest hij echter voor een deel prijsgeven en zijn hof nog verder naar het oosten verplaatsen, waardoor dat in het oosten van de huidige Chinese provincie Binnen-Mongolië kwam te liggen, direct grenzend aan het gebied van de Mantsjoes.
Na de dood van Altan Khan 1582 nam de invloed van de Tümed sterk af. Die van de Chahar-Mongolen beleefde in hun nieuwe gebieden een tijdelijke opleving. Het hoogtepunt en de val daarvan zou plaatsvinden tijdens de periode van Ligdan Khan (1592-1634), de laatste keizer van de Noordelijke Yuan-dynastie. Het waren uiteindelijk de Mantsjoes, die Ligdan Khan de finale nederlaag toebrachten.

## De relaties met de Ming-dynastie

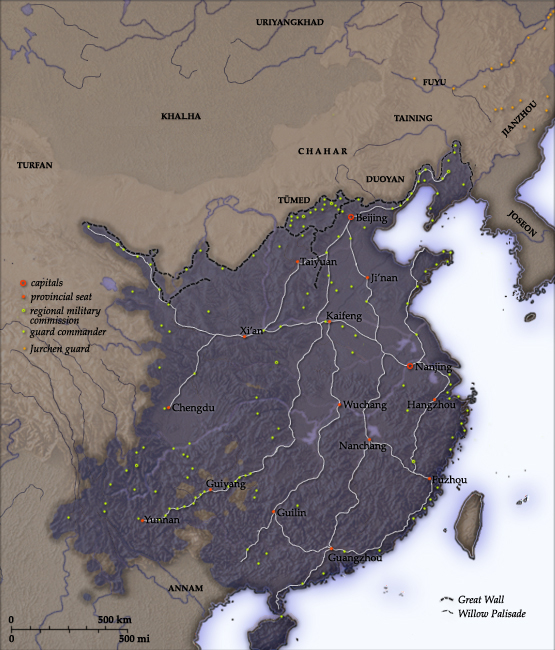
Rijk van de Ming-dynastie en het gebied van de oostelijke Mongolen ten noorden daarvan

De Ming-dynastie beschouwde de teruggekeerde Mongoolse stammen uiteraard als een bedreiging voor de veiligheid van het rijk. De eerste Ming-keizers voerden een aantal militaire campagnes uit in het door Mongolen beheerst gebied. Die periode eindigt met de nederlaag en de vernedering van het gevangennemen van Zhengtong in 1449.
De tweede periode kenmerkte zich door vele controverses en discussies aan het hof van de Ming over de gewenste strategie tegen de Mongolen. Het resultaat was, dat in die periode van globaal 1449 tot 1540 er wisselend beleid werd gevoerd, waarbij in de tweede helft van de 15e eeuw meer de nadruk kwam te liggen op een verdeel- en heersstrategie.
Een belangrijk instrument in dit beleid waren de tribuutmissies. Voor de Mongoolse stammen was dit de enige mogelijkheid om met enige regelmaat handel te kunnen drijven in het Chinese binnenland en de Chinese grenssteden. Vanuit de Chinese optiek waren het missies, waarbij vertegenwoordigers van volken aan de periferie van het rijk de gelegenheid kregen om de suprematie van de Chinese keizers te erkennen. De verblijfskosten van de missies werden voor een belangrijk deel ook gefinancierd door de Chinese gastheren.
De omvang en frequentie van die missies, dus in wezen ook het potentiële reguliere handelsvolume, werd dan ook door de Chinezen bepaald. Door die gunsten soms verschillend over diverse stamfederaties te verdelen kon onderlinge verdeeldheid gecreëerd worden.
In deze periode werd ook een begin gemaakt met het versterken en de reconstructie van de Chinese Muur. De periode na 1540 werd gekenmerkt door het realiseren van aanzienlijke fortificaties aan de Muur en het creëren van daar permanent gelegerde garnizoenen.

## Geschiedschrijving
In de Mongoolse geschiedschrijving werd en wordt een aantal periodes uit de Noordelijke Yuan-dynastie beschreven als pogingen om te komen tot een hernieuwd Mongoolse rijk, zoals eerder door de directe zoons en kleinzoons van Dzjengis Khan werd gesticht dan wel te komen tot iets als  Mongoolse natie. Die periodes zijn dan die van de heersers die - tijdelijk - een groter rijk hadden weten te creëren zoals Esen tajsj, Dayan Khan, Altan Khan en Ligdan Khan. Die opvatting was met name aanwezig in de marxistische geschiedschrijving in de periode na ongeveer 1930, toen Mongolië in wezen een vazalstaat was van de Sovjet-Unie en pas twee decennia daarvoor onafhankelijk van China was geworden.
Hedendaagse - met name westerse - historici verwerpen die opvatting. Een aantal daarvan acht het mogelijk, dat een aantal van die heersers en met name Altan Khan op rationeel niveau wel besefte dat militaire macht niet voldoende was om een veroverd gebied op stabiele wijze met zicht op continuïteit te besturen. De introductie en promotie van het boeddhisme in Mongolië tijdens zijn periode was dan ook voor een belangrijk deel een politieke keus. Dezelfde historici wijzen er echter ook op dat de tribale elementen zodanig dominant waren in de Mongoolse samenleving van die tijd, dat het begrip natievorming volledig afwezig was. Zij wijzen bijvoorbeeld op het feit, dat als het Mongoolse stammen in hun onderlinge twisten opportuun leek, er met zowel de Ming-dynastie als later de Mantsjoes en Rusland allianties gesloten werden tegen andere Mongoolse stammen.

## Lijst van de khagans van de Noordelijke Yuan-dynastie
- Biligtü Khan Ayushiridara (1370–1378)
- Uskhal Khan Tögüs Temür (1378–1388)
- Jorightu Khan, Yesüder (1388–1392)? 1.)
- Engke Khan (?-1392)
- Elbeg Nigülesügchi Khan (1392–1399)
- Gün Temür Khan (1400–1402)
- Örüg Temür Khan (Guilichi)
- Öljei Temür Khan (Bunyashiri) (1403–1412)
- Delbeg Khan (Dalbag) (1415) 2)
- Oyiradai (1415–1425)
- Adai Khan (1425–1438)
- Tayisung Khan Toghtoa Bukha (1433–1452)
- Agbarjin (1453)
- Esen tajsj - stamleider van de Oirat-Mongolen (1453–1455)
- Markörgis Khan (Ükegtü) (1454–1465)
- Molon Khan (1465–1466)
- Manduul Khan (1475–1478)
- Dayan Khan (Batu Möngke) (1478–na 1527)
- Bars Bolud Jinong
- Bodi Alagh Khan (1516–1547)
- Daraisung Guden Khan (1547–1557)
- Tümen Jasagtu Khan (1557–1592)
- Buyan Sechen Khan (1592–1603)
- Ligdan Khan (1604–1634)